# Liesek
Liesek é um município da Eslováquia, situado no distrito de Tvrdošín, na região de Žilina. Tem 30,9 km² de área e sua população em 2018 foi estimada em 2.954 habitantes.

## Demografia
| Ano:        | 1994 | 2004    | 2014    | 2024   |
| ----------- | ---- | ------- | ------- | ------ |
| Broj ljudi: | 2272 | 2588    | 2865    | 3118   |
| Razlika:    |      | +13,90% | +10,70% | +8,83% |

| Ano:               | 2023 | 2024   |
| ------------------ | ---- | ------ |
| Número de pessoas: | 3111 | 3118   |
| Diferença:         |      | +0,22% |